# Bombardier
Bombardier è una azienda canadese attiva in vari settori, fondata da Joseph-Armand Bombardier come L'Auto-Neige Bombardier Limitée nel 1942, a Valcourt nel Québec. Ha sede a Montréal, nel grattacielo al numero 800 di Boulevard René-Lévesque West.

## Settori di attività
La società rappresenta un gruppo industriale di primaria importanza sia nel settore aerospaziale che in quello dei veicoli ferroviari, con proprie divisioni dedicate.

### Bombardier Aerospace
La Bombardier Aerospace è, in termini di fornitura annuale, la quarta società al mondo per la produzione di aerei commerciali e al terzo posto per la fornitura annuale complessiva di aerei di ogni tipo.
Viene acquisita nel 2017 da Airbus per i prodotti della C series che completano l'offerta del costruttore europeo.
- aerei commerciali
  - CSeries (CS100 e CS300)
- aerei regionali

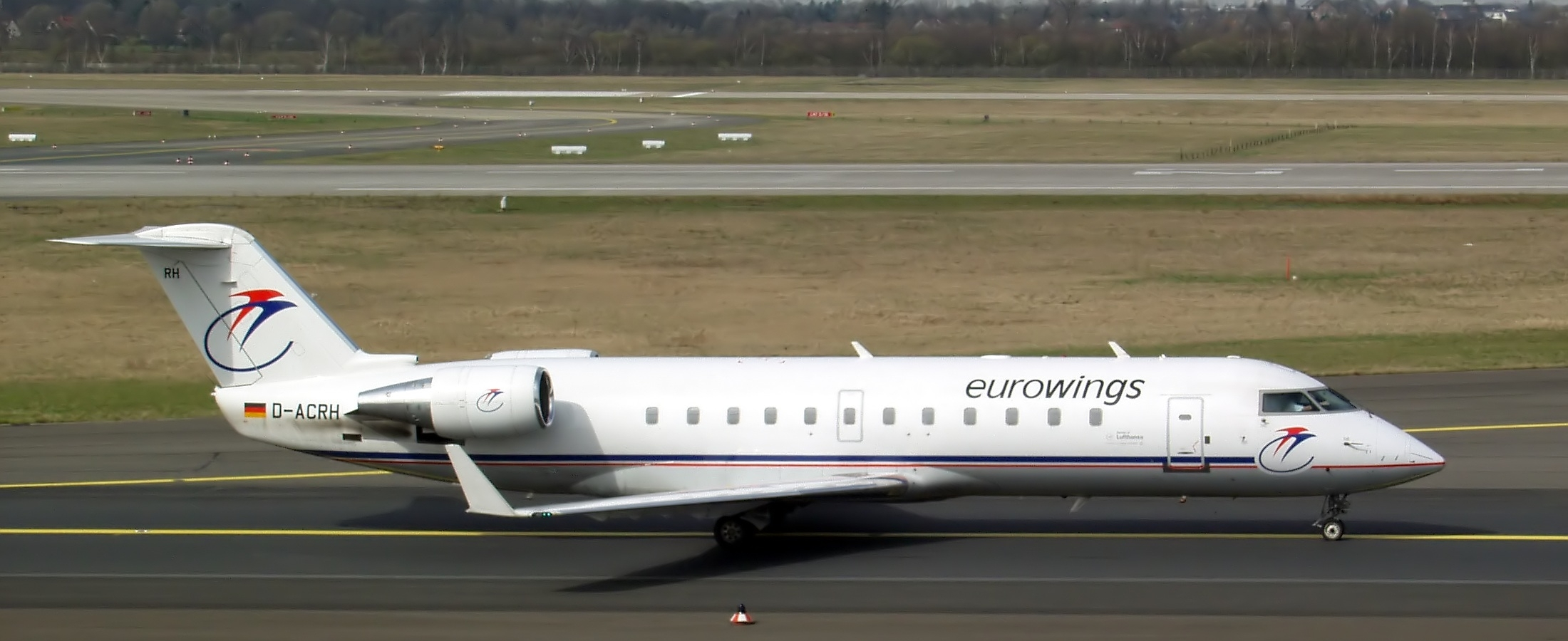
CRJ200ER

  - CRJ NextGen (CRJ700, CRJ900, CRJ1000)
  - CRJ Series (CRJ100, CRJ200, CRJ700, CRJ705, CRJ900)
  - Q Series (Q200, Q300, Q400, Multi-Mission)
- aerei business
  - Learjet (40XR, 45XR, 60XR, 70, 75, 85)
  - Challenger (300, 605, 850)
  - Global (5000, 6000, 7000, 8000)
- aerei anfibi
  - Canadair CL-415
- servizi per la difesa
- flexyjet
- skyjet

### Bombardier Transportation
La divisione che cura la costruzione di veicoli e sistemi di trasporto è denominata Bombardier Transportation, presente con proprie sedi e stabilimenti produttivi in numerosi Paesi.
Acquistata nel gennaio 2021 dalla Alstom.

#### Veicoli tranviari

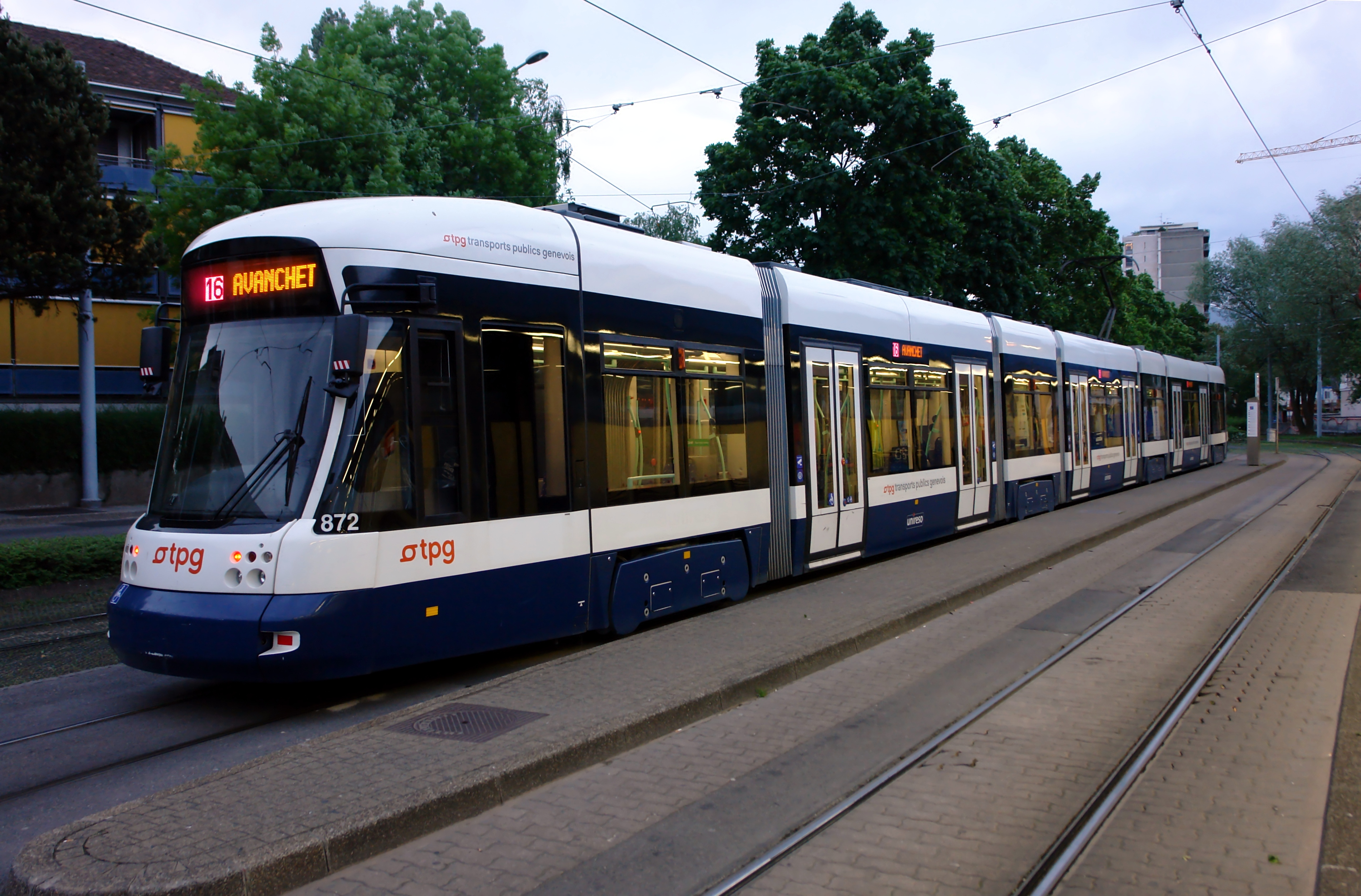
Tram di Ginevra

I prodotti per il mercato tranviario realizzati da Bombardier sono costituiti da elettromotrici articolate basate su piattaforme standard che si sono evolute nel tempo e che Bombardier Transportation riunisce con il nome commerciale "Flexity". Rilevata dalla precedente produzione Adtranz, la piattaforma denominata Eurotram, in seguito associata anch'essa alla famiglia Flexity, diede origine ad alcune commesse per i mercati francese, italiano e portoghese in seguito ereditate da Bombardier per la manutenzione delle flotte.
Più recente la famiglia denominata Outlook, con numerosi esemplari in circolazione in Australia, Austria, Belgio, Francia, Germania, Italia, Polonia, Portogallo, Spagna, Svizzera e Turchia. In consorzio con altri produttori, Bombardier Transportation ha inoltre fornito i tram denominati "Cobra" alla rete tranviaria di Zurigo.
In totale sono stati prodotti da Bombardier più di 1300 veicoli a piano ribassato.
| Australia  | Adelaide    | Flexity Classic            | 15  | 2006-2008             | Forniti in due serie di 11 e 4 veicoli                                                       |
| Austria    | Vienna      | Flexity                    | 119 | Dal 2018              | Produzione in corso                                                                          |
| Austria    | Linz        | Flexity Outlook            | 60  | 2002-2012             | 4 veicoli destinati alla Pöstlingbergbahn                                                    |
| Austria    | Innsbruck   | Flexity Outlook            | 32  | 2007                  |                                                                                              |
| Austria    | Graz        | Flexity Outlook            | 18  | 2000-2001             |                                                                                              |
| Belgio     | Bruxelles   | Flexity Outlook "T2000"    | 170 | 2005-2006             | Due sottoserie da 19 e 151 veicoli di due diverse lunghezze                                  |
| Francia    | Strasburgo  | Flexity Outlook "Eurotram" | 53  | 1994-2000             | Due sottoserie di 26 e 27 veicoli costruiti da Socimi e CTS; commessa rilevata da Bombardier |
| Francia    | Marsiglia   | Flexity Outlook            | 32  | 2007, 2013            | Due sottoserie da 26 e 13 veicoli                                                            |
| Germania   | Berlino     | Flexity                    | 142 | 2010-2015             | Quattro diverse forniture da 4, 38, 43 e 57 veicoli                                          |
| Germania   | Augusta     | Flexity Outlook            | 24  | 2009                  |                                                                                              |
| Germania   | Schwerin    | Flexity Classic            | 30  | 2001-2003             |                                                                                              |
| Germania   | Lipsia      | Flexity Classic            | 33  | 2005-2012             | Tre diverse forniture da 12, 12 e 9 veicoli                                                  |
| Germania   | Halle       | Flexity Classic            | 42  | 2004-2005, 2012-2013  | Due diverse forniture da 30 e 12 veicoli                                                     |
| Germania   | Francoforte | Flexity Classic            | 75  | 2003-2007, 2012-2013  | Due diverse forniture da 60 e 14 veicoli                                                     |
| Germania   | Essen       | Flexity Classic            | 27  | 2013-2014             |                                                                                              |
| Germania   | Dresda      | Flexity Classic            | 83  | 2006-2010             | Due diverse forniture da 43 e 40 veicoli                                                     |
| Germania   | Dortmund    | Flexity Classic            | 47  | 2007-2012             |                                                                                              |
| Germania   | Dessau      | Flexity Classic            | 10  | 2001-2002             |                                                                                              |
| Germania   | Brema       | Flexity Classic            | 43  | 2006-2012             | Due diverse forniture da 34 e 9 veicoli                                                      |
| Italia     | Milano      | Flexity Outlook "Eurotram" | 26  | 1999-2002             | Realizzati da Adtranz, commessa rilevata da Bombardier                                       |
| Italia     | Palermo     | Flexity Outlook            | 17  | 2015                  |                                                                                              |
| Polonia    | Lodz        | Flexity Outlook            | 15  | 2002                  |                                                                                              |
| Polonia    | Kraków      | Flexity Classic            | 74  | 2000, 2010            | Due forniture da 50 e 24 veicoli                                                             |
| Portogallo | Porto       | Flexity Outlook "Eurotram" | 72  | 2002                  |                                                                                              |
| Portogallo | Porto       | Flexity Swift              | 30  | 2008-2010             |                                                                                              |
| Spagna     | Alicante    | Flexity Outlook            | 11  | 2006-2007             | Ordine congiunto                                                                             |
| Spagna     | Valencia    | Flexity Outlook            | 19  | 2006-2007             | Ordine congiunto                                                                             |
| Svizzera   | Ginevra     | Flexity Outlook            | 39  | 2004-2005 / 2009-2010 | Due successive forniture                                                                     |
| Turchia    | Eskisehir   | Flexity Outlook            | 23  | 2004                  | Due forniture da 18 e 5 veicoli                                                              |

#### Veicoli ferroviari
- tram:
  - Incentro

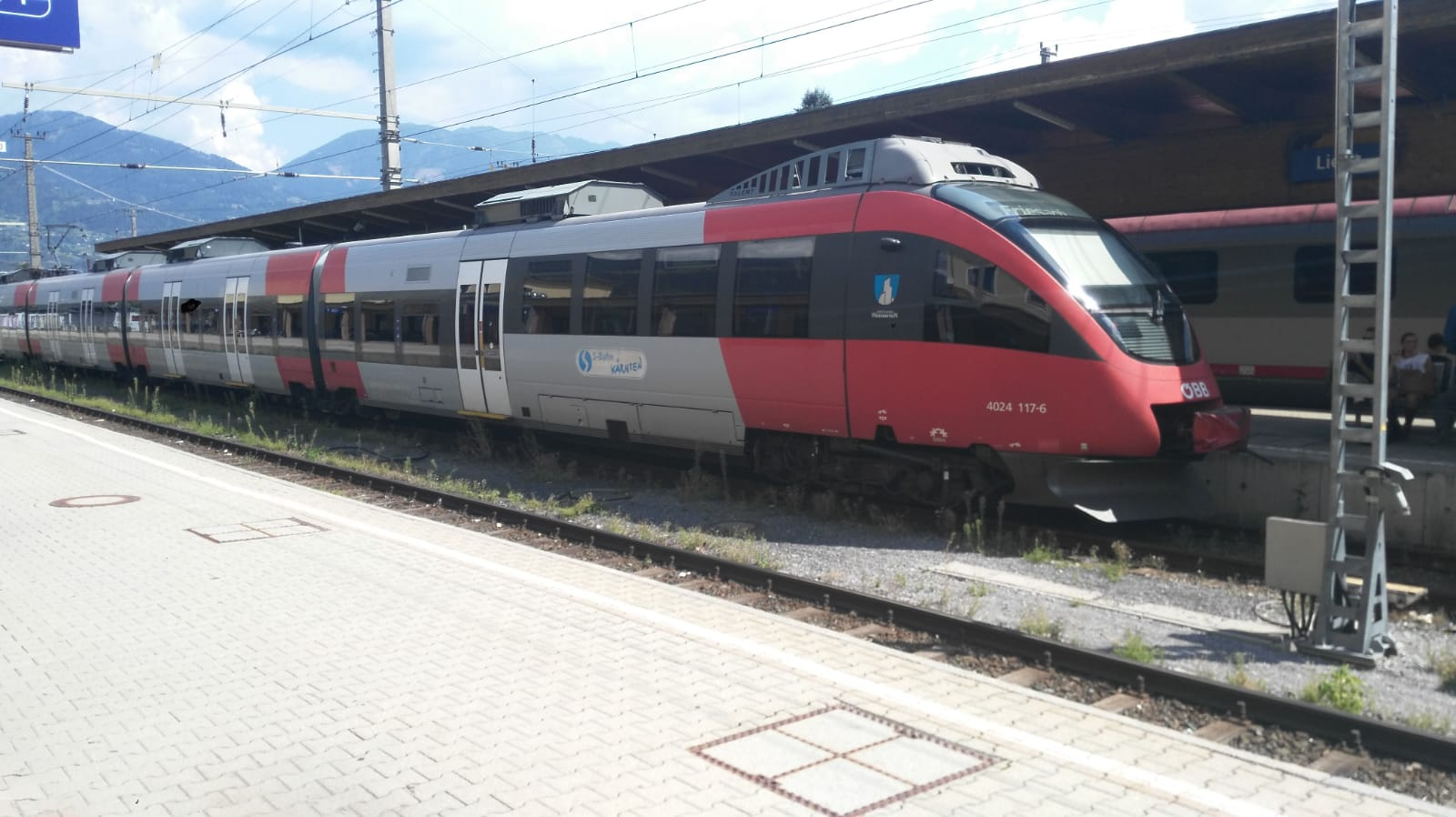
Talent OBB 4024 alla stazione di Lienz (Austria)

  - Metropolitan Area Express a Portland
- metro:
  - Bombardier Movia
- treni:
  - Talent[7]
  - pendolari
  - regionali
  - inter-city
  - alta velocità (InterCityExpress, Acela Express, Zefiro)
- locomotive:
  - LRC locomotives
  - HHP-8
  - IORE
  - TRAXX, FS E.464, ALP-46, AVE S-102, AVE S-112

### Altre attività
- Bombardier Capital
- Bombardier Recreational Products
  - Snowmobiles (Ski-Doo e Lynx)

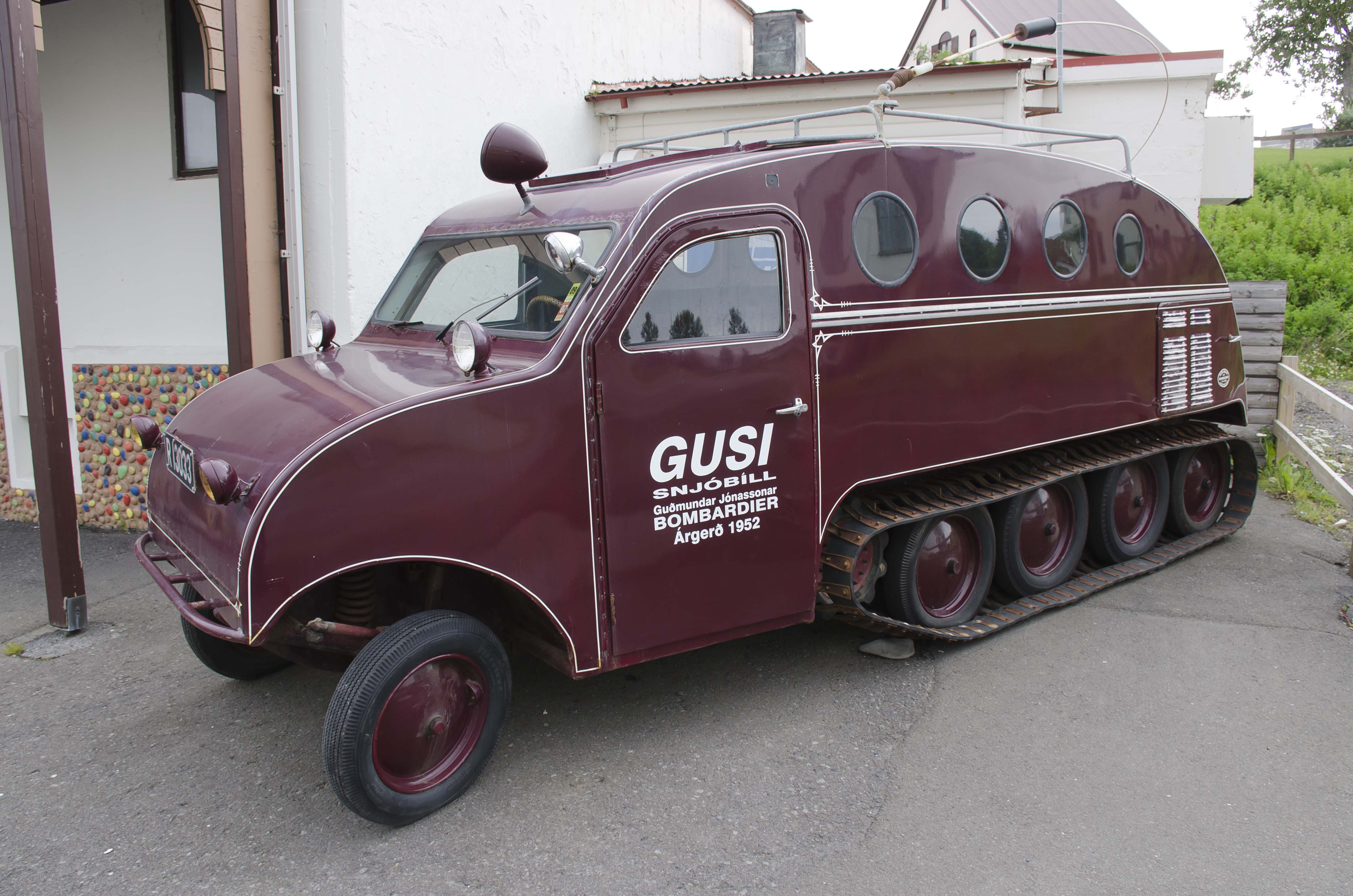
Bombardier snowmobile del 1952

  - Sea-Doo (watercraft e sport boats)
  - Can-Am / atv / quad
  - Motori marini (Evinrude e Johnson)
  - Rotax
  - Kart
- Bombardier Real Estate Services

## Storia
L'attività primaria dell'azienda è relativa ai settori dell'aeronautica e dei trasporti.
Bombardier è uno dei quattro maggiori produttori aeronautici di linea del mondo con Boeing, Airbus ed Embraer, e il primo produttore planetario di velivoli e aerei regionali; è inoltre la quarta industria mondiale per forza lavoro superata da qualche decennio dalla giovane azienda brasiliana Embraer. Per ciò che riguarda gli altri settori Bombardier è prima nella costruzione di veicoli spaccaghiaccio, spazzaneve, gatti della neve, trivelle, macchinari da lavoro tra i ghiacci e veicoli militari. Inoltre è l'azienda costruttrice di gran parte delle metropolitane del mondo, fra cui quella di Montreal (dove ha sede l'azienda) e la DLR di Londra. Bombardier è l'azienda produttrice degli aerei Canadair (chiaramente da Canada).
In Europa, nel 2001, ha acquisito la Daimler-Chrysler-Adtranz, rinominata Bombardier Transportation.
Da ottobre 2017 la divisione CS seriers della ditta canadese è stata acquisita al 50,1% dal consorzio Airbus. Di conseguenza tutti gli aeromobili medio raggio costruiti hanno assunto la denominazione Airbus pur essendo di progetto originale Bombardier. La serie Bombardier CS200 è ora denominata Airbus A220.